# كوبا (مدينة أثرية)
كوبا (بالإسبانية: Cobá)‏ وهي مدينة أثرية قديمة تعود إلى العصر القبل الكولومبي تعود إلى عصر المايا، تتواجد هذه المدينة في ولاية كينتانا رو في المكسيك وتبعد 90 كلم عن مدينة تشيتشن إيتزا وتبعد 40 كلم عن البحر الكاريبي وتبعد 44 كلم شمال غرب موقع تولوم وهي مرتبطة بطرق حديثة.

## المناخ
يظهر الجدول التالي التغييرات المناخية على مدار السنة لكوبا:
| البيانات المناخية لـكوبا          | البيانات المناخية لـكوبا | البيانات المناخية لـكوبا | البيانات المناخية لـكوبا | البيانات المناخية لـكوبا | البيانات المناخية لـكوبا | البيانات المناخية لـكوبا | البيانات المناخية لـكوبا | البيانات المناخية لـكوبا | البيانات المناخية لـكوبا | البيانات المناخية لـكوبا | البيانات المناخية لـكوبا | البيانات المناخية لـكوبا | البيانات المناخية لـكوبا |
| الشهر                             | يناير                    | فبراير                   | مارس                     | أبريل                    | مايو                     | يونيو                    | يوليو                    | أغسطس                    | سبتمبر                   | أكتوبر                   | نوفمبر                   | ديسمبر                   | المعدل السنوي            |
| --------------------------------- | ------------------------ | ------------------------ | ------------------------ | ------------------------ | ------------------------ | ------------------------ | ------------------------ | ------------------------ | ------------------------ | ------------------------ | ------------------------ | ------------------------ | ------------------------ |
| متوسط درجة الحرارة الكبرى °م (°ف) | 27 (80)                  | 28 (82)                  | 29 (84)                  | 31 (87)                  | 32 (89)                  | 32 (90)                  | 32 (90)                  | 32 (90)                  | 31 (88)                  | 29 (85)                  | 29 (84)                  | 27 (81)                  | 30 (86)                  |
| متوسط درجة الحرارة الصغرى °م (°ف) | 14 (58)                  | 15 (59)                  | 16 (61)                  | 18 (65)                  | 20 (68)                  | 21 (70)                  | 21 (70)                  | 22 (71)                  | 21 (70)                  | 20 (68)                  | 17 (63)                  | 16 (60)                  | 18 (65)                  |
| الهطول مم (إنش)                   | 53 (2.1)                 | 38 (1.5)                 | 41 (1.6)                 | 46 (1.8)                 | 100 (4.1)                | 140 (5.5)                | 100 (4.1)                | 150 (6)                  | 200 (7.7)                | 140 (5.4)                | 66 (2.6)                 | 38 (1.5)                 | 1٬100 (44)               |
| المصدر: Weatherbase               |                          |                          |                          |                          |                          |                          |                          |                          |                          |                          |                          |                          |                          |

## معرض صور

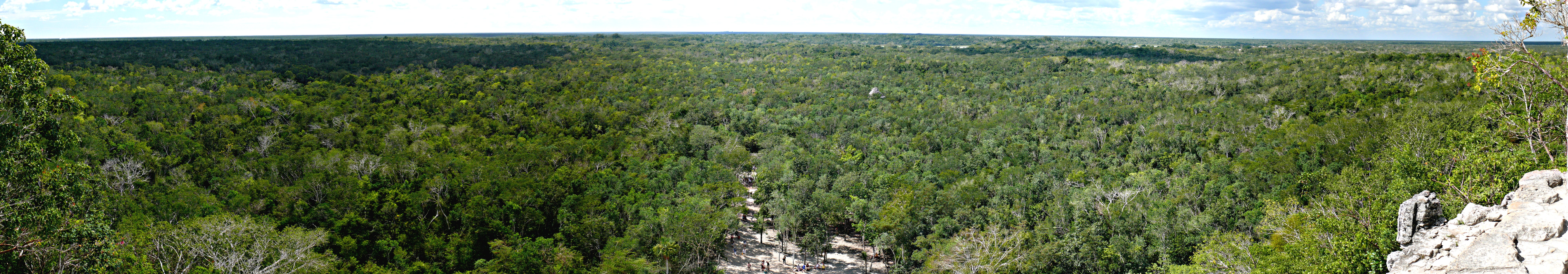
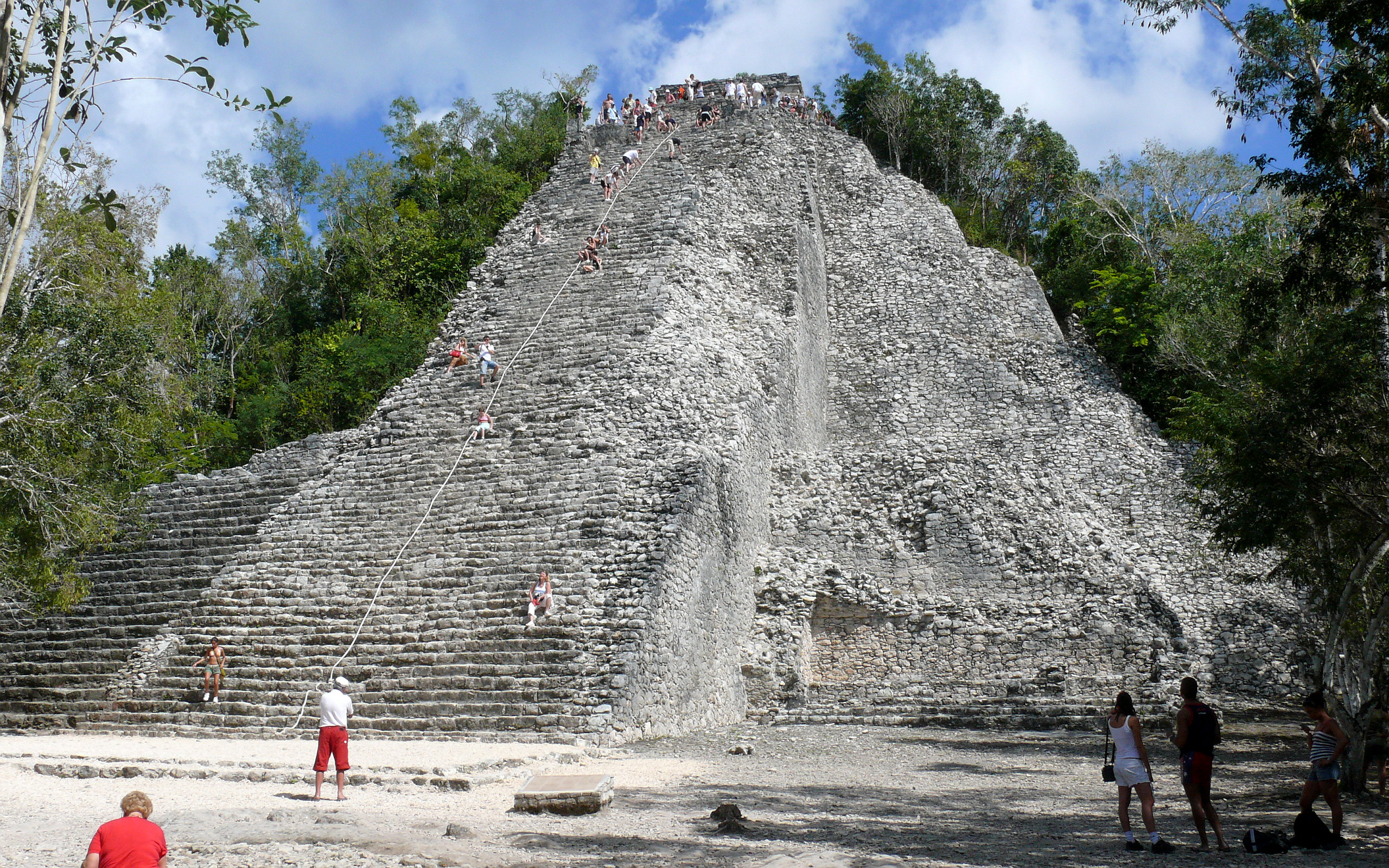
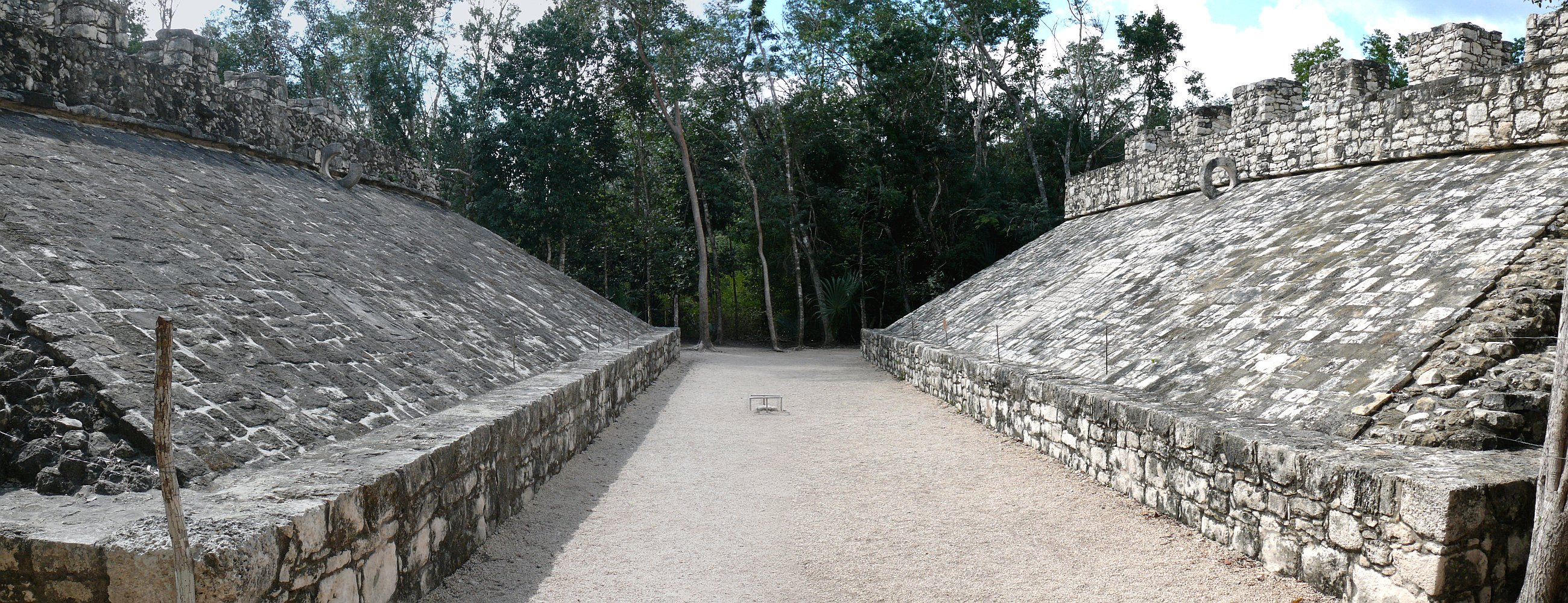